# Château des Maures
Le château de Sintra, également connu sous le nom de château des Maures (en portugais : Castelo dos Mouros), est un édifice historique portugais de la commune (vila) de Sintra, situé dans la paroisse (Freguesia) de São Pedro de Penaferrim.
Érigé sur un massif rocheux, isolé sur l'une des cimes des monts de Sintra, ses murailles révèlent une vue privilégiée sur tout l'environnement rural qui s'étend jusqu'à l'océan Atlantique.

## Historique

### Origines
Sur le nom du lieu, Sintra, Pinho Leal écrivait : « L'origine du nom vient d'un temple érigé vers l'an -308 par des Grecs, Gallo-celtes et tribus Tartessos et dédié à la lune. Les Celtes appelaient la lune Cynthia et quand les Berbères dominèrent la région, ils appelèrent l'endroit Chintra ou Zintira. ». Cette étymologie du XIXe siècle est aujourd'hui considérée comme invraisemblable. Les Celtes n'ont d'ailleurs jamais nommé la lune Cynthia qui représente le mot grec kynthios signifiant « qui vient du Kynthos » et qui est un des épithètes les plus habituels de la lune dans la poésie et le théâtre renaissance et baroque. En outre, la région n'était pas occupée par les Celtes, mais par les Lusitaniens dont la langue très certainement indo-européenne, mais peu connue, est exclue de la famille celtique par la plupart des spécialistes.
Au moment de la conquête musulmane de l'Hispanie, à partir du VIIIe siècle, la région de Sintra est occupée, la localité recevant le nom de as-Shantara. Ceux qui ont étudié cette histoire sont d'accord pour affirmer que les musulmans sont responsables de la première fortification de la falaise entre le VIIIe et le IXe siècle, dans le but de contrôler stratégiquement les voies terrestres qui relient Sintra à Mafra, Cascais et Lisbonne.
Intégrant les domaines de la taïfa de Badajoz, à l'aube du XIIe siècle, face à la menace représentée par les forces de Youssef Ibn Tachfin, qui, provenant du Maroc, avaient passé la péninsule cherchant à conquérir et réunifier les domaines almoravides, le gouverneur de Badajoz, Moutawakil, livre Sintra ainsi que Santarém et Lisbonne au printemps de l'année 1093 au roi Alphonse VI de Castille, cherchant une alliance défensive qui n'a pas résisté.
Occupé à la défense de ses propres territoires, le souverain chrétien n'est pas capable d'assister le gouverneur maure, dont les territoires retombent l'année suivante aux mains des envahisseurs. Ainsi Lisbonne, Santarém et Sintra retournent à la domination musulmane, maintenant sous les Almoravides.

### Le château médiéval
Le destin de Sintra reste lié à celui de Lisbonne, qui sera reconquise par les forces d'Alphonse VI pour revenir aux musulmans en 1095, pour tomber définitivement aux forces d'Alphonse Ier en 1147. Cherchant à repeupler et défendre le lieu, le souverain concède le for à Sintra en 1154, quand seront terminées les réparations sur ses défenses, la dotant d'une église, Saint-Pierre de Canaferrim.
Son fils et successeur, Sanche Ier prend également soin du château de Sintra, le remodelant et renforçant ses défenses. Quelques siècles plus tard, Ferdinand Ier procède de même, le château ayant été assiégé par les troupes castillanes. À l'époque de la crise portugaise de 1383-1385, son gouverneur Henrique Manuel de Vilhena, qui avait pris le parti de l'infante Béatrice, livre simplement ce château fort et très haut et escarpé qui lui est ensuite confié après la victoire de Jean Ier à la bataille d'Aljubarrota.[pas clair]
Par la suite, plusieurs souverains portugais éliront Sintra comme lieu de séjour, demeurant dans le palais royal, construit à cette fin et successivement agrandi et amélioré au long des siècles, la population se développant autour de ce nouveau noyau. Le château passe pour cette raison au second plan, entrant en décadence principalement après le XVe siècle à la suite de l'expulsion des juifs du pays dont ils étaient alors les uniques habitants. À partir du XVIe siècle, il demeure inhabité et la foudre endommage le donjon en 1636. Le délabrement est aggravé par le tremblement de terre de Lisbonne de 1755.

### DuXIXesiècleà nos jours
Sous le second règne de Marie II, son époux, Ferdinand, par une impulsion de redécouverte du Moyen Âge sous l'œil du romantisme, prend en 1839 l'ancien château en location à bail auprès de la municipalité de Sintra pour la somme annuelle de 210 réaux, lui permettant de grands travaux de reconstruction qui, bien que de caractère amateur, ont le mérite de stopper l'état avancé de dégradation dans lequel se trouve alors la structure. Selon le goût imaginatif de l'époque des lieux de contemplation, des chemins d'accès et une végétation abondante sont ajoutés, le transformant en une attraction touristique.
Le château des Maures et la citerne sont classés monument national du Portugal par décret public le 23 juin 1910. Les pouvoirs publics lancent des travaux sur le monument en 1939 avec la reconstruction de tronçons de murailles. Après des interventions mineures en 1954 et 1965, il est procédé en 1986 à des travaux de maçonnerie et de reconstruction des marches et des créneaux, dans plusieurs zones du château. En 1992 a lieu une autre campagne de remise en état des murailles.
L'ensemble de Sintra est classé au patrimoine culturel de l'humanité par l'UNESCO en 1995.
Depuis septembre 2000, le monument est géré par l'entreprise Parques de Sintra - Monte da Lua S/A.

## Caractéristiques

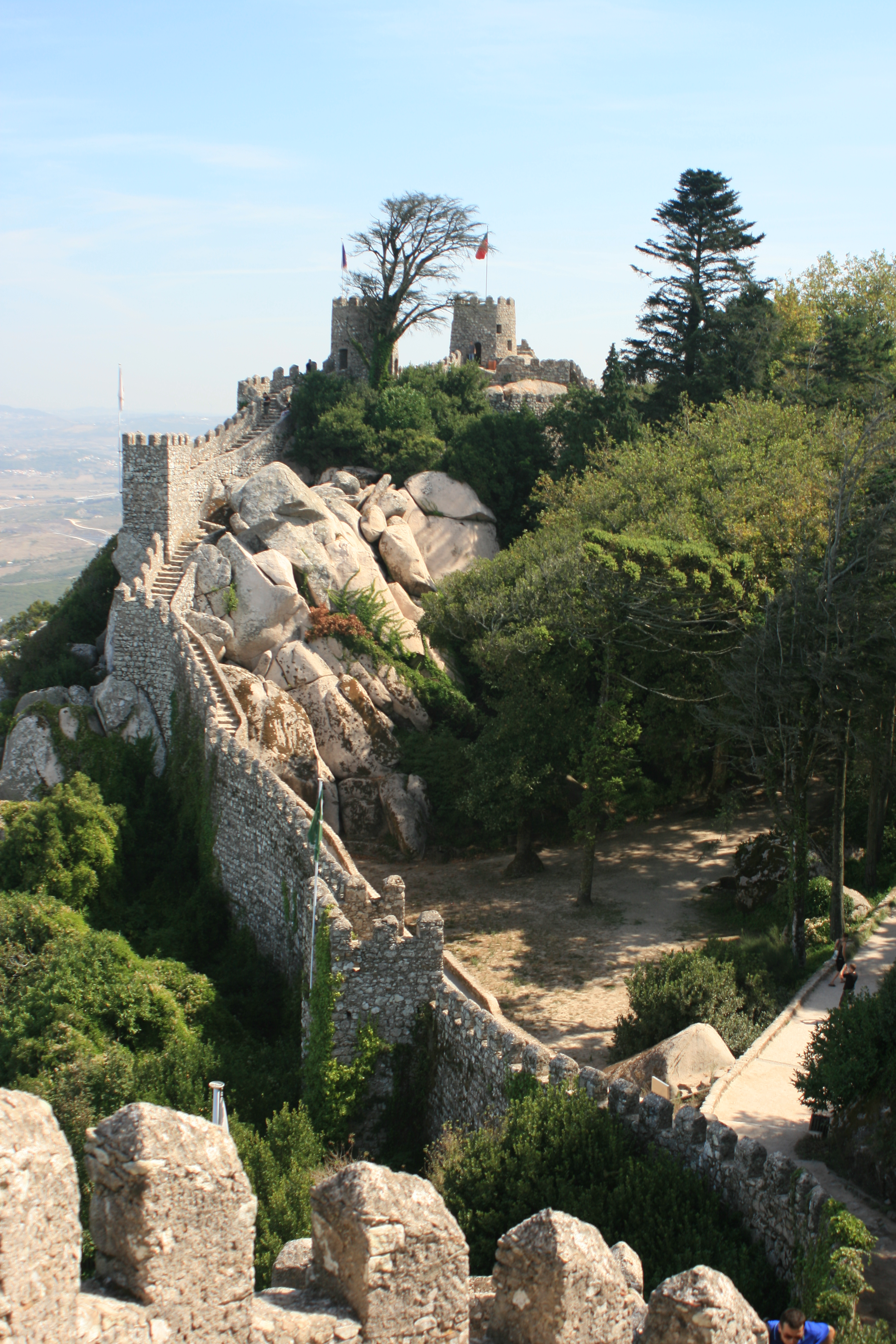
Château de Sintra, Portugal : vue depuis le donjon.

Le monument présente un plan organique (adapté au terrain) avec près de 450 mètres de périmètre et une aire de 12 000 m2.

L'intérieur du château des Maures. Mai 2019.

### Murailles
Les murailles sont constituées d'une ceinture double, extérieure et intérieure. On peut voir encore à l'est des tronçons de muraille extérieure, où se trouve la porte donnant accès à l'enceinte. Le haut de la muraille interne, à créneaux, est parcourue par un chemin de ronde renforcé par diverses tours.
Le parement des murailles se présente selon l'appareil français : les pierres posées présentent alternativement leur longueur (paneresse) et leur largeur (boutisse), comme on peut encore l'observer sur sa partie la mieux conservée. Les bandes de pierre de taille d'une hauteur approximative de 30 à 40 cm (grand appareil). De courtes et étroites bandes de pierre s'intercalent, jointoyées au mortier. Cette technique est utilisée jusqu'à une hauteur de 4 à 5 mètres. On observe ensuite une moindre qualité, fruit d'une phase ultérieure de construction. Les murailles présentent les zones d'interface entre les différentes techniques utilisées, héritées des interventions successives.
L'ensemble des murailles crénelées, couronnées de chemins de ronde et ponctuées de tours, est complété par diverses rampes et escaliers d'accès.
La porte arabe en arc, en forme de fer à cheval, constitue un élément architectural notoire.

### Tours
La muraille comprend cinq tours, dont quatre de forme rectangulaire et une de forme circulaire surmontée de merlons pyramidaux. Aucun vestiges ne subsiste des deux niveaux et du système de couverture primitifs.
On accède par un escalier de 500 marches à la tour située sur la partie la plus élevée du terrain, connue sous le nom de tour royale. Il semble que dans cette tour ait vécu Bernardim Ribeiro, un écrivain portugais du XVIe siècle.

### Chapelle
À l'intérieur du château, près de la place d'armes, se trouve une église vouée à saint Pierre et construite à l'époque d'Alphonse Ier de Portugal. De style roman, elle a une forme allongée avec une unique nef, sans couverture. L'abside avec une voûte en berceau est de forme rectangulaire et présente des restes de fresques. L'église a deux portes, une avec un arc plein double posé sur des colonnettes surmontées de chapiteaux décorés et une autre avec un arc double appuyé sur des colonnes similaires aux précédentes avec des chapiteaux constitués de motifs phytomorphiques (en forme de végétaux). Des excavations dans la chapelle ont mis au jour l'existence de plusieurs tombes d'une ancienne nécropole médiévale.

### Citerne
À côté de l'église Saint-Pierre se trouve une citerne de grande capacité, construite à l'époque islamique. À l'intérieur sous la voûte jaillit la source qui fournit le palais national de Sintra en eau.

### Accès
On accède au monument, visible depuis Sintra, en montant la Rampa da Pena, un chemin sinueux au milieu de la montagne. Cet endroit a été occupé le long des siècles par des œuvres d'art ainsi que par de nombreux spécimens botaniques dont une grande partie possède un caractère rare et exotique.

## La légende de Melides
Après la conquête de Santarém, le roi Alphonse Ier de Portugal forme un siège autour de Lisbonne qui durera trois mois. Bien que le château de Sintra se soit livré volontairement après la chute de Lisbonne, selon la légende, à cette époque, craignant une attaque surprise sur ses forces de la part des Maures de Sintra, le souverain chargea D. Gil, un cavalier de l'Ordre du Temple, de former un groupe de vingt hommes de confiance pour observer secrètement les mouvements ennemis en se prévenant en même temps d'un déplacement des Maures de Lisbonne, passant par Cascais et le Tage jusqu'à Sintra.
Les croisés se mirent en chemin discrètement. Pour éviter qu'ils soient vus, ils voyagèrent de nuit, se cachant le jour, par le chemin de Torres Vedras jusqu'à Santa Cruz, par la côte jusqu'à Colares, cherchant à éviter Albernoz, redoutant le chef maure de Colares qui avait une réputation de tueur de chrétiens. Entre Colares et le Penedo, la Sainte Vierge apparut aux cavaliers peureux et leur dit : « n'ayez pas peur car vous allez à vingt mais vous allez à mille, à mille vous allez parce que vous allez à vingt ».
Ainsi, plein de courage du fait que la Sainte Vierge était avec eux, au bout de cinq jours de parcours se confrontèrent aux ennemis, les battant et conquirent le château des Maures. En hommage à ce fait la chapelle de Notre-Dame de Melides fut érigée. le terme 'Melides' vient de mil ides (vous allez à mille).